# Отченашек, Ян
Ян Отченашек (чеш. Jan Otčenášek; 19 ноября 1924, Прага — 24 февраля 1979, Прага) — чешский писатель, прозаик и сценарист.

## Биография
Окончил торговое училище. Участвовал в Движении Сопротивления во время немецко-фашистской оккупации Чехословакии. Работал на заводе. После Второй мировой войны начал писать. В 1956 году получил государственную премию имени Клемента Готвальда. В своих произведениях раскрывал трудную судьбу поколения, чья юность приходилась на годы фашизма и проблемы периода строительства социалистического общества.

## Произведения
- 1952 — роман «Широким шагом» / «Plným krokem»
- 1955 — роман «Гражданин Брих» / «Občan Brych» (экранизирован в 1958 г.)
- 1964 — роман «Хромой Орфей» / «Kulhavý Orpheus» (экранизирован в 1972 г.)
- 1958 — повесть «Ромео, Джульетта и тьма» / «Romeo, Julie a tma»